# Anuša
Anuša je žensko osebno ime.

## Izvor imena
Ime Anuša je tvorjenka na uša iz imena Ana. Sufiks -uša ima slabšalni pomen, a se ta pri imenih zaradi pogoste rabe praviloma izgubi.

## Različice imena
Anuš, Anuška, Nuša, Nuše, Nuši, Nuška

## Pogostost imena
Po podatkih Statističnega urada Republike Slovenije je bilo na dan 31. decembra 2007 v Sloveniji število ženskih oseb z imenom Anuša: 90.

## Osebni praznik
V koledarju je ime Anuša uvrščeno k imenu Ana.